# Рождество (Ярославская область)
Рождество — село в Большесельском районе Ярославской области России, относится 
В рамках организации местного самоуправления входит в состав Благовещенского сельского поселения, в рамках административно-территориального устройства относится к Благовещенскому сельскому округу.

## География
Село расположено на северном правом берегу реки Черёмухи в 12 км на запад от центра поселения деревни Борисовское и 14 км на северо-восток от районного центра Большого Села. 

## История
Храм в селе построен в 1794 году. В конце XIX века на средства петербургского купца И.С. Крючкова к зданию церкви пристроили трапезную часть. В храме было три престола: главный — в честь Рождества Христова, боковые приделы во имя вмч. Димитрия Солунского и пр. апостолов Петра и Павла. 
В конце XIX — начале XX века село входило в состав Николо-Задубровской волости Рыбинского уезда Ярославской губернии.
С 1929 года деревня входила в состав Медведевского сельсовета Тутаевского района, с 1935 года — в составе Большесельского района, с 1954 года — в составе Благовещенского сельсовета, с 2005 года — в составе Благовещенского сельского поселения.

## Население
| 1859 | 2002 | 2007 | 2010 |
| ---- | ---- | ---- | ---- |
| 42   | ↘10  | ↘5   | ↘0   |

## Достопримечательности
В селе расположена действующая Церковь Рождества Христова (1794).